# 黄眷祉
黄眷祉，云南石屏人，是一名清朝政治人物。举人出身。
黄眷祉曾于1741年接替了世隆任嘉定县知县一职，1742年由了世隆接任。